# Casas Brancas
Casas Brancas é uma localidade portuguesa situada entre Outeiro do Louriçal e Carriço, na freguesia do Louriçal, Município de Pombal, Distrito de Leiria.

## Significado do nome
Etimológico: Habitações pintadas de branco.
Popular: As primeiras casas lá existentes eram todas brancas e as pessoas, para denominarem essa região, associaram a ideia às casas.

## História
O primeiro registo encontrado é de 1836, indicando naquela altura 9 casas e uma ermida. O seu nome em 1838 era Civas Brancas, modificando-se, ao longo dos tempos, para Casas Brancas.